# Expédition de Ka'b ibn 'Umair al-Ghifari
L’expédition de Ka’b ibn 'Umair al-Ghifari à Dhat Atlah, se déroula en juillet 629 AD, 8AH, 3e mois, du Calendrier Islamique .